# Parc de Teodor Gonzàlez
El parc de Teodor Gonzàlez és una parc urbà de Tortosa (Baix Ebre) protegit com a bé cultural d'interès local.
Durant molts anys va ser l'únic de la ciutat i forma part del seu eixample.

## Descripció

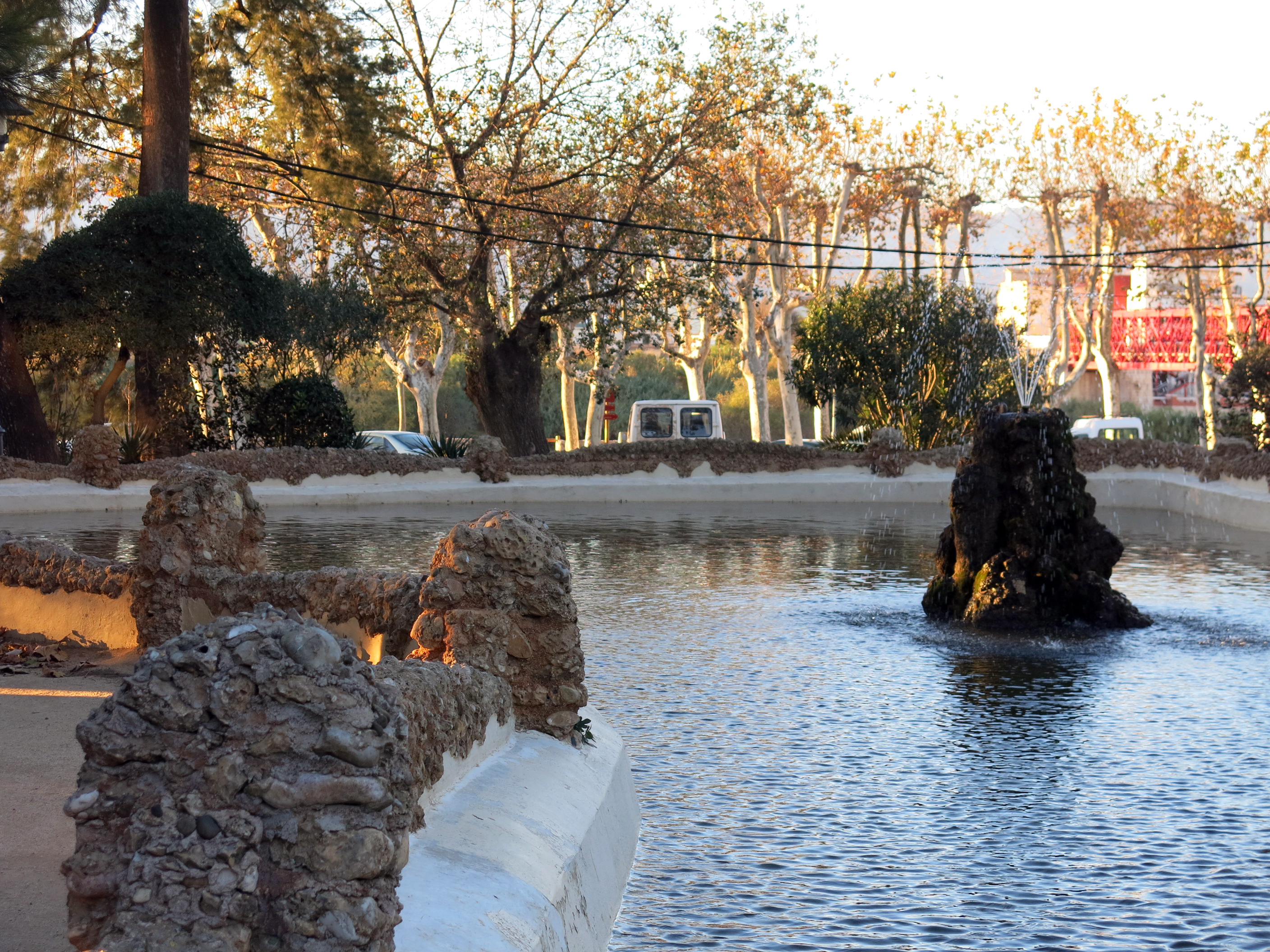
El llac nou de 1918.

És un sector enjardinat de notables dimensions entre l'avinguda de la Generalitat, el carrer del Rosselló, el passeig Joan Moreira, l'avinguda de Lleida i l'antiga via del tren. Hi predominen els jardins i inclou uns pocs sectors semiconstruïts: un parell d'estanys –el llac vell però no conté aigua– amb un passeig porticat amb baranes de rocalla, simulant pedra tosca, dos zones de jocs infantils, una d'activitats físiques a l'aire lliure, un antic espai firal anomenat la Nau i un cèntric establiment de restauració. Aquesta construcció de 1948 és d'una sola planta i base rectangular, i combina l'obra de maçoneria amb pilastres d'obra de maó vista. A la banda posterior s'hi ha afegit una estança d'estructura de ferro i vidres com a ampliació.
El conjunt del parc no està delimitat per cap tanca, sinó que s'obre lliurement a la ciutat i al riu. El llac nou de 1918 i el passeig porticat són els elements que més bé preludien el modernisme, implantat plenament a Catalunya uns anys després de l'inici del parc.

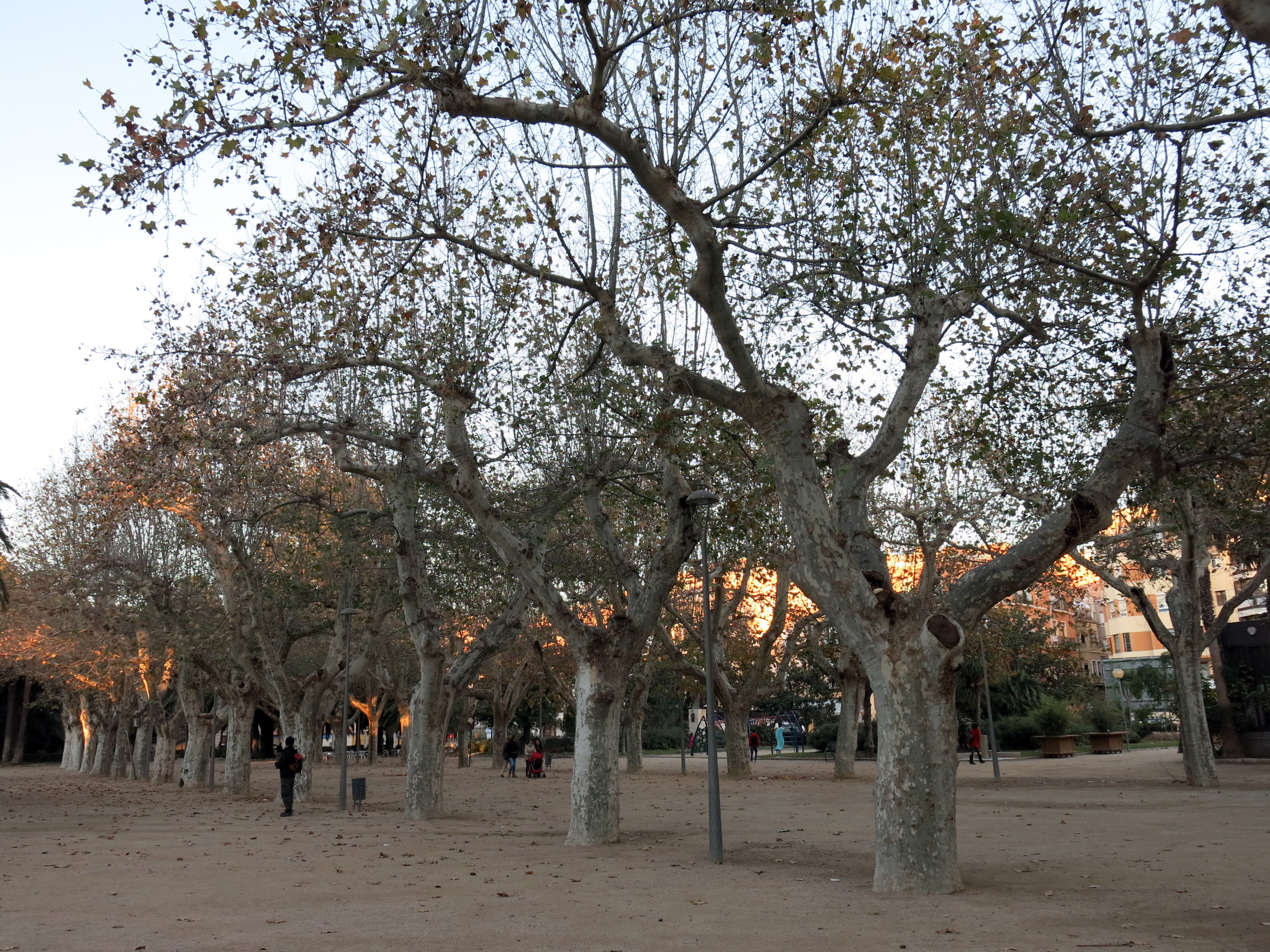
El passeig central de plàtans, a l'hivern

Pel que fa a l'arbrat del parc, hi trobem un passeig central de plàtans d'Índies centenaris de grans dimensions, palmeres datileres, palmeres xilenes, magnòlies, pins, alguns plàtans, cedres i carrasques, entre altres espècies.
Al parc hi ha l'antiga Llotja medieval —l'antiga porxada del blat—, traslladada pedra a pedra l'any 1933 des del seu emplaçament original i avui condicionada per ser la Casa dels Gegants; una locomotora de vapor del desaparegut carrilet a la Cava, instal·lada el 1968, i un espai dedicat al poeta Gerard Vergés. Fins al 6 de novembre de 2018 hi va haver un monòlit dedicat a la "promoción Ebro" de la Guàrdia Civil (1968) amb al·lusions a la dictadura franquista obra de Lluís M. Saumells.
L'any 1918 el parc també va acollir un momument dedicat a l'escultor Agustí Querol i Subirats.

## Història
El conjunt fou projectat per Joan Abril i Guanyabens i executat entre 1885 i 1892. Els terrenys on se situa el parc havien estat ocupats fins aleshores per les drassanes i els filadors, indústries que l'aparició del ferrocarril havia fet desaparèixer. Part de l'espai que ocupà, d'altra banda, es va guanyar al riu amb el material resultant de l'enderroc de les fortificacions del segle XVII que defensaven i tancaven a la capital de l'Ebre.
Esta zona verda des del 1956 porta el nom del polític tortosí Teodor Gonzàlez i Cabanne (Tortosa, 1837-1910).

## Galeria d'imatges

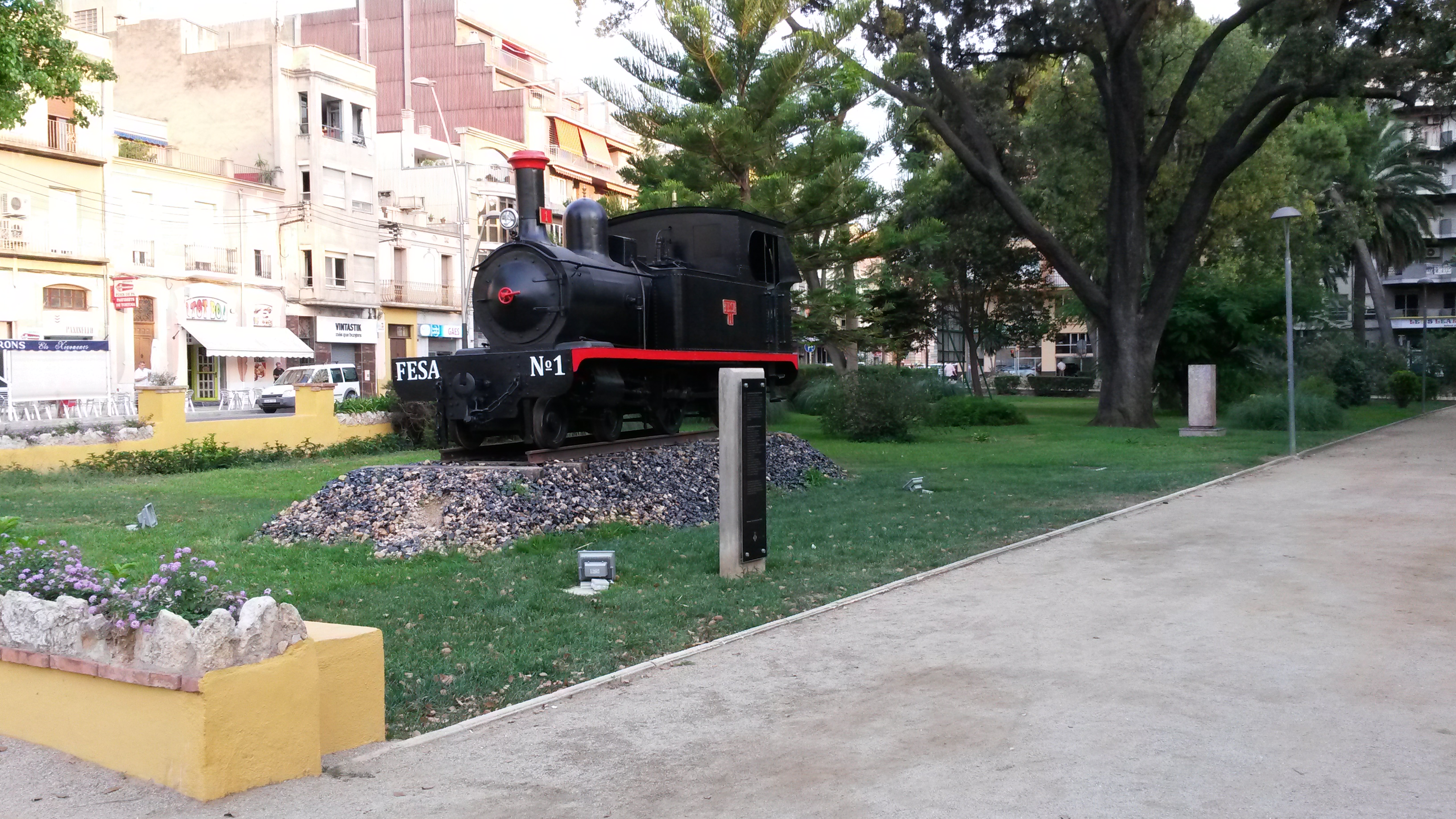
Locomotora del carrilet i carrasca
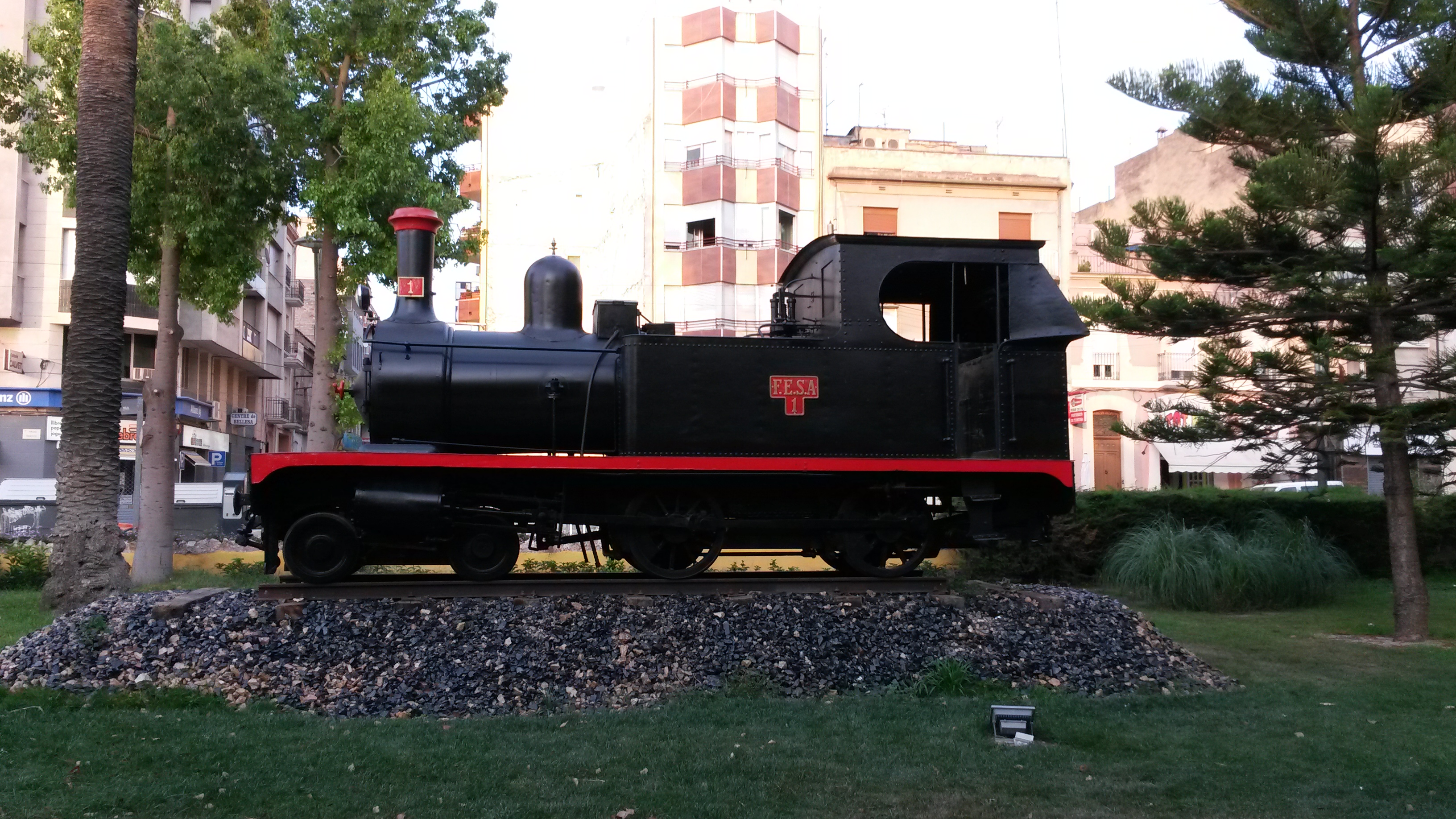
Locomotora de vapor del carrilet restaurada l'any 2015
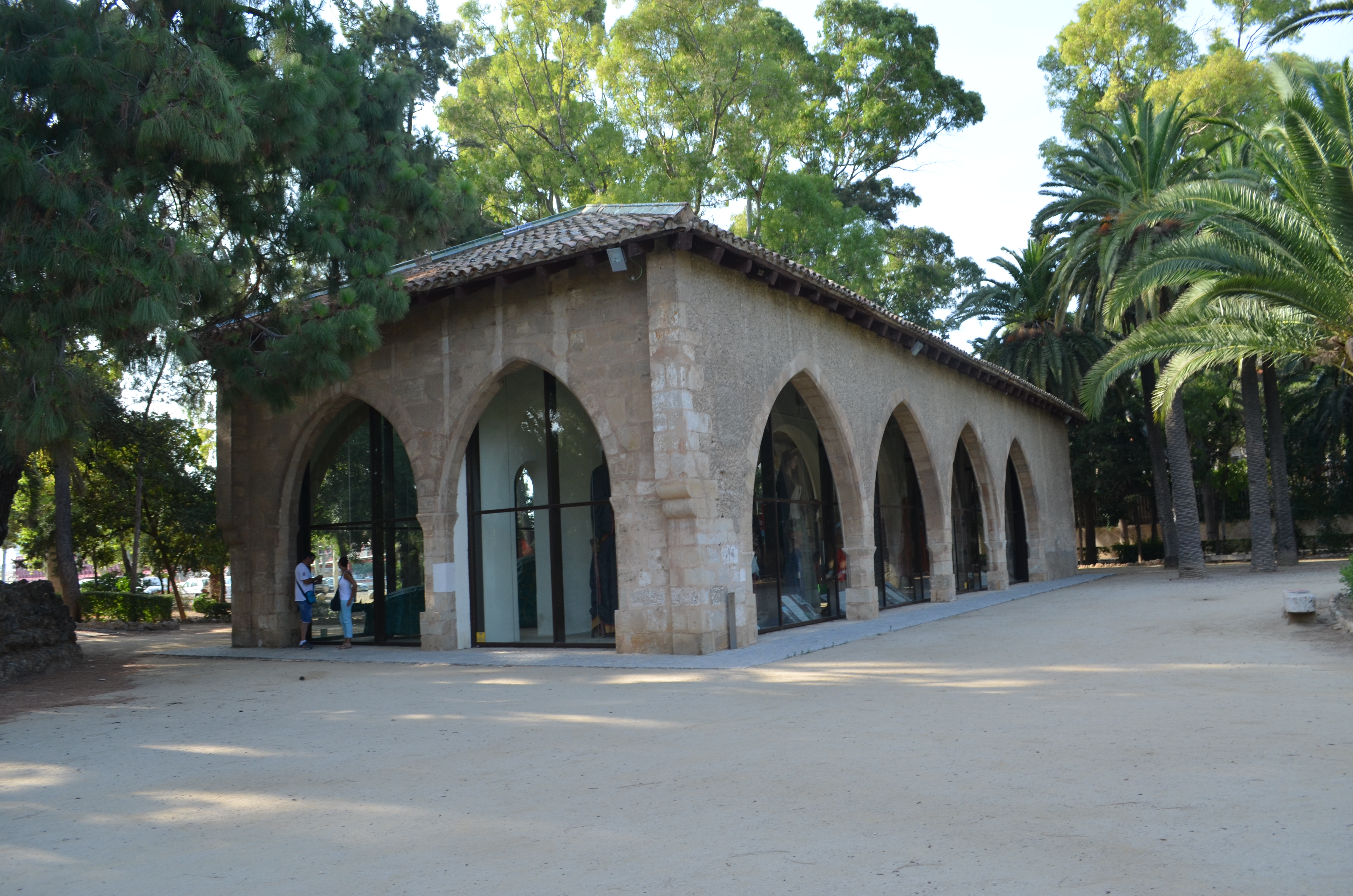
Llotja medieval
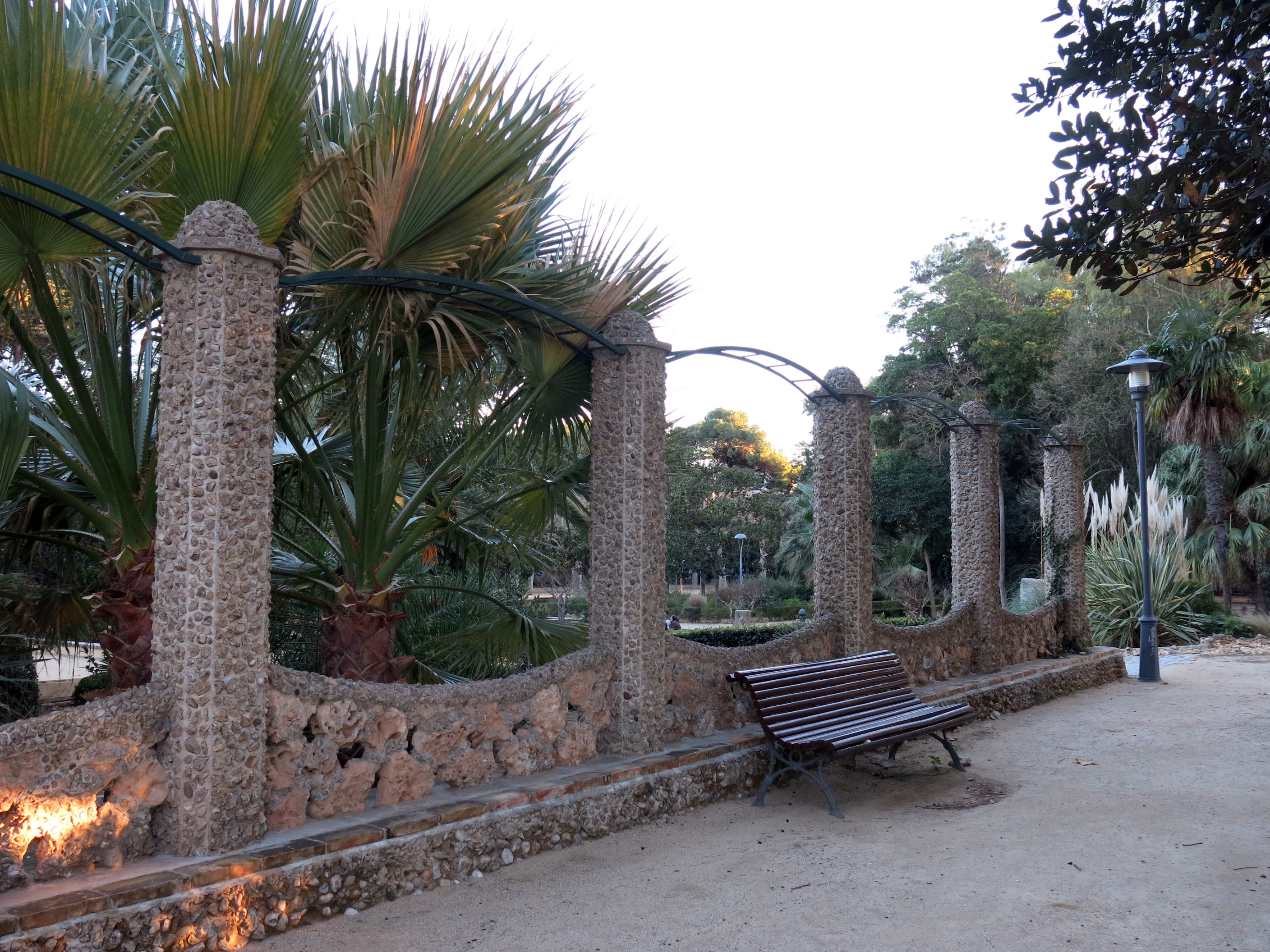
Passeig porticat
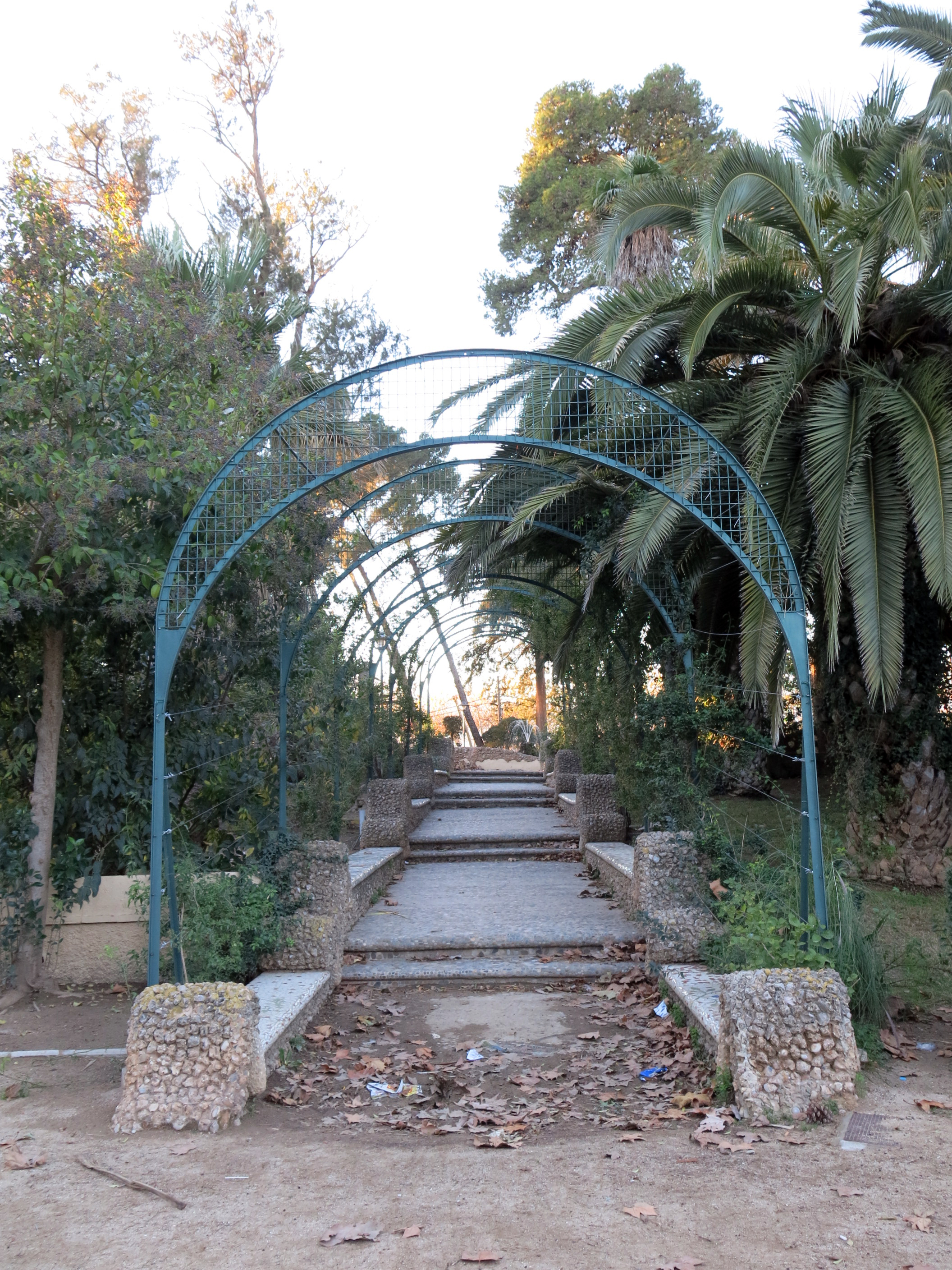
Pèrgola modernista
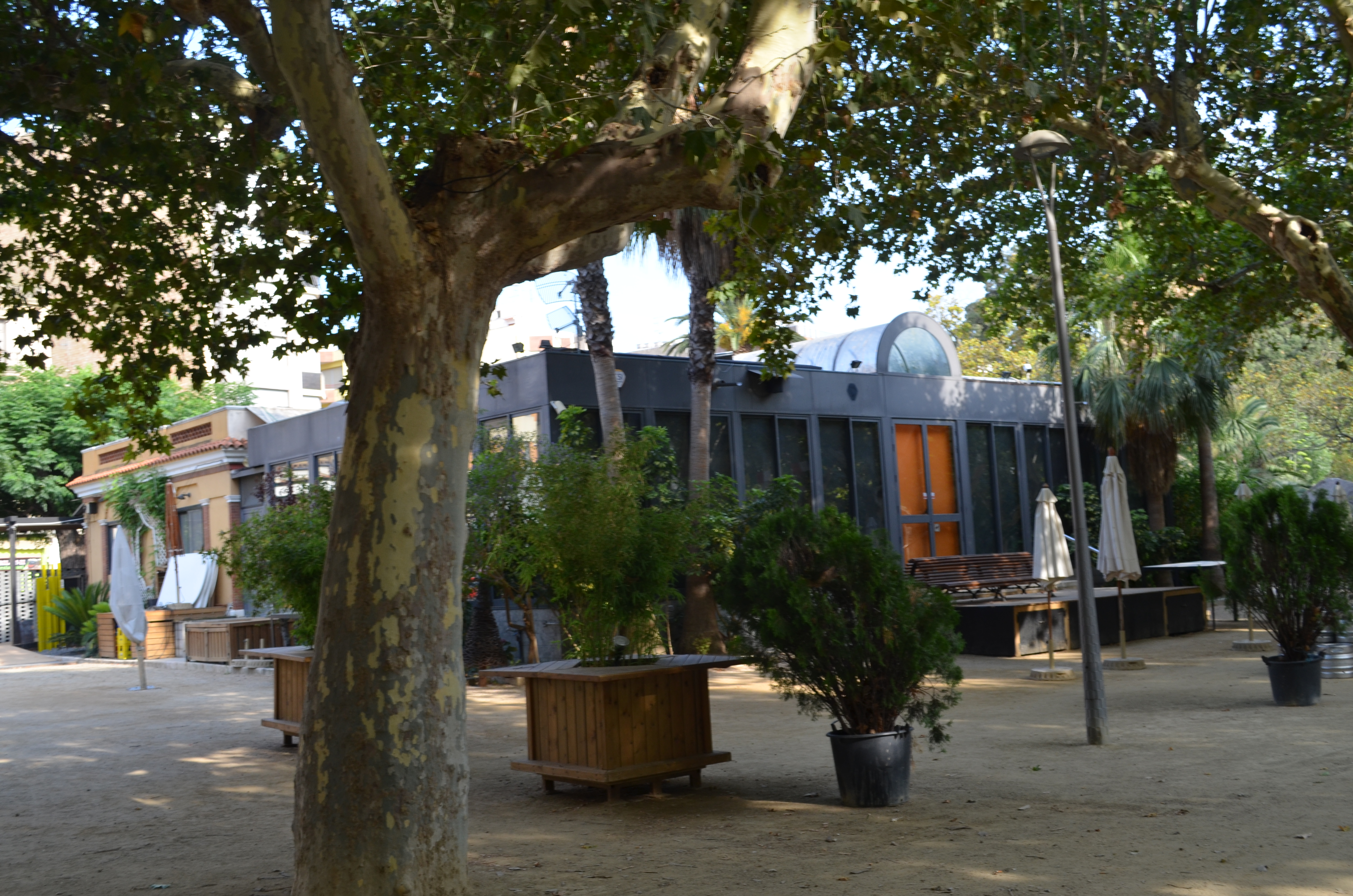
Restaurant